# Station Gdynia Redłowo
Station Gdynia Redłowo is een spoorwegstation in de Poolse plaats Gdynia.